# Cipressa (ascension cycliste)
La Cipressa est une ascension cycliste qui doit sa notoriété au fait d'être située dans les derniers kilomètres de la classique cycliste Milan-San Remo. Elle doit son nom à Cipressa, la commune italienne où elle se trouve.

## Parcours
Elle débute sur la route côtière à San Lorenzo al Mare, puis monte vers Cipressa, par les via Cipressa, via Provinciale et via Matteotti.